# 甘孟煜
甘孟煜，福建海澄人，東寧王國政治人物，為鄭氏名將崇明伯甘輝之子。
孟煜性明敏，擅長寫文章。雖然貴為儀賓，卻表現謙抑，未敢以驕人。
永曆三十六年（1682年）任天興州知州，以善政著稱。期間，人民有欠糧而不能完納總數者，皆貸其債，人民奮然承諾後期當如數，時至，果然；亦曾經看到有人民因為欠人家錢而販售女兒，遂以自己的俸祿贖還。

## 家庭
- 父：甘輝，鄭氏名將，受封為崇明伯。
- 妻：縣主鄭氏，鄭成功之次女